# Calímaco (artista)

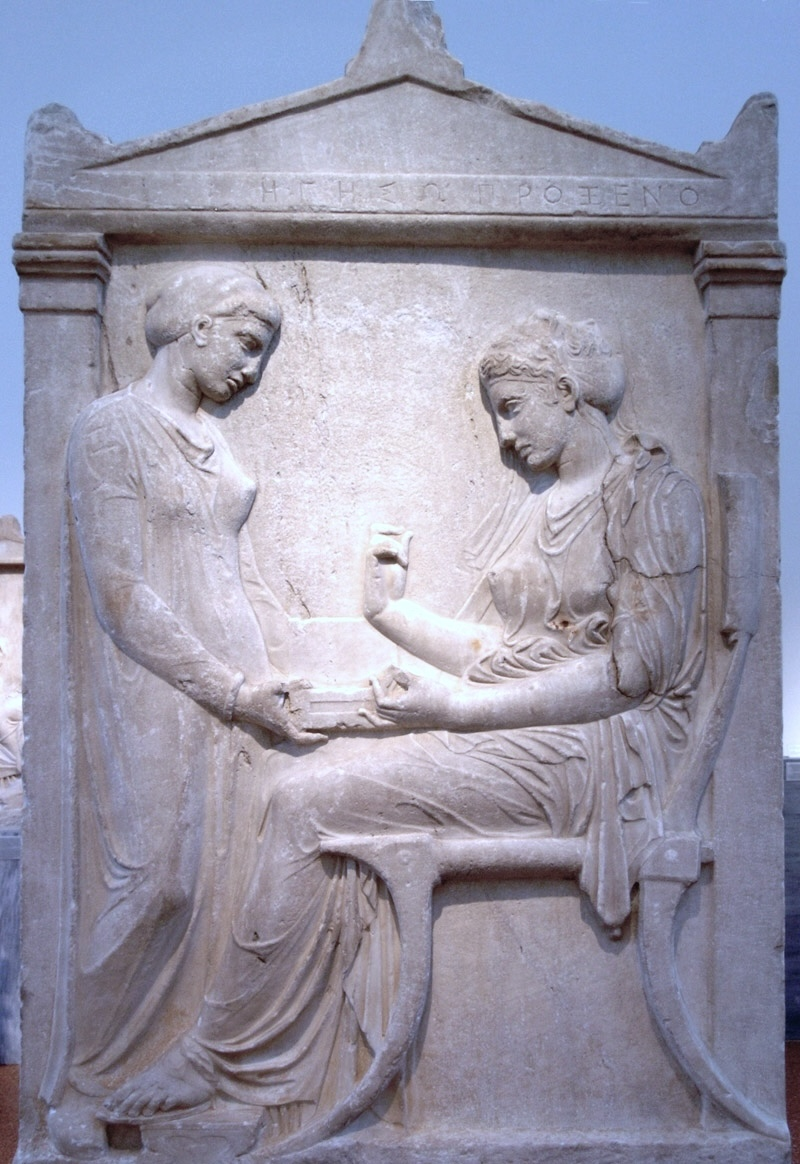
Estela funeraria ática de Hegesón, atribuida a Calímaco, Museo Arqueológico Nacional de Atenas.

Calímaco (en griego Καλλίμαχος, Kallímakhos), apodado katatēxítechnos («el que apura el arte» y de ahí «el del arte detallista»), fue un escultor, orfebre y pintor activo en Atenas alrededor de 432 a 408 a. C.
Todo lo que se le atribuye es dudoso. Pausanias describe una lámpara de oro y una palmera de bronce situadas en el Erecteión, pero este género de objetos era más bien típico del período helenístico. Incluso la invención del capitel corintio que le atribuye Vitruvio no corresponde a lo que se conoce de la arquitectura del siglo V a. C., ni tampoco la invención de la técnica del trépano. 
Se le atribuye también las Bailarinas de Laconia, obra de la que dice Plinio el Viejo que «el esmero [del autor] ha retirado toda gracia». Se ha identificado a una de las bailarinas de este conjunto con una estatua femenina descubierta en la villa de Herodes Ático en Eva Kynourias, Arcadia.
La obra más importante que se le atribuye es el original en bronce de la “Afrodita con una manzana” (el Museo Pushkin conserva una copia en yeso), de cuyos drapeados deriva el tipo de la Venus Genetrix romana (conservada en los Museos Capitolinos), encargada a Arquesilao por Julio César, quien decía descender de ella (de la que existen varias copias, como la “Venus de Fréjus”, hallada en Francia y conservada en el Louvre), de gran refinamiento y siguiendo a Polícleto en articulaciones, paños y modelado, caracterizada por llevar un quitón muy fino, suelto y transparente sobre el que se coloca un himation que le cae por la espalda.
También se le acreditan las esculturas del friso del templo de Atenea Niké ("Atenea, Portadora de la Victoria") en los Propíleos de la Acrópolis de Atenas. Es famosa la Niké que se está atando la sandalia. El pequeño templo fue encargado por Pericles, poco antes de su muerte en 429, y construido aproximadamente entre 427 y 410. 
Existe un grupo de seis modelos de ménades en éxtasis báquico, en relieve, que se le atribuyen, probablemente en bronce y pintadas, donde se destaca la vaporosidad de las vestimentas y la elegancia de su desarrollo, probablemente las más refinadas del llamado "estilo bello" y que serían realizadas aproximadamente entre 410 a. C. y 423 a. C.. Existen varias copias romanas, como las de Roma o las de Madrid. En el Museo del Prado se conservan cuatro, en mármol blanco de grano fino, hacia 120-140.

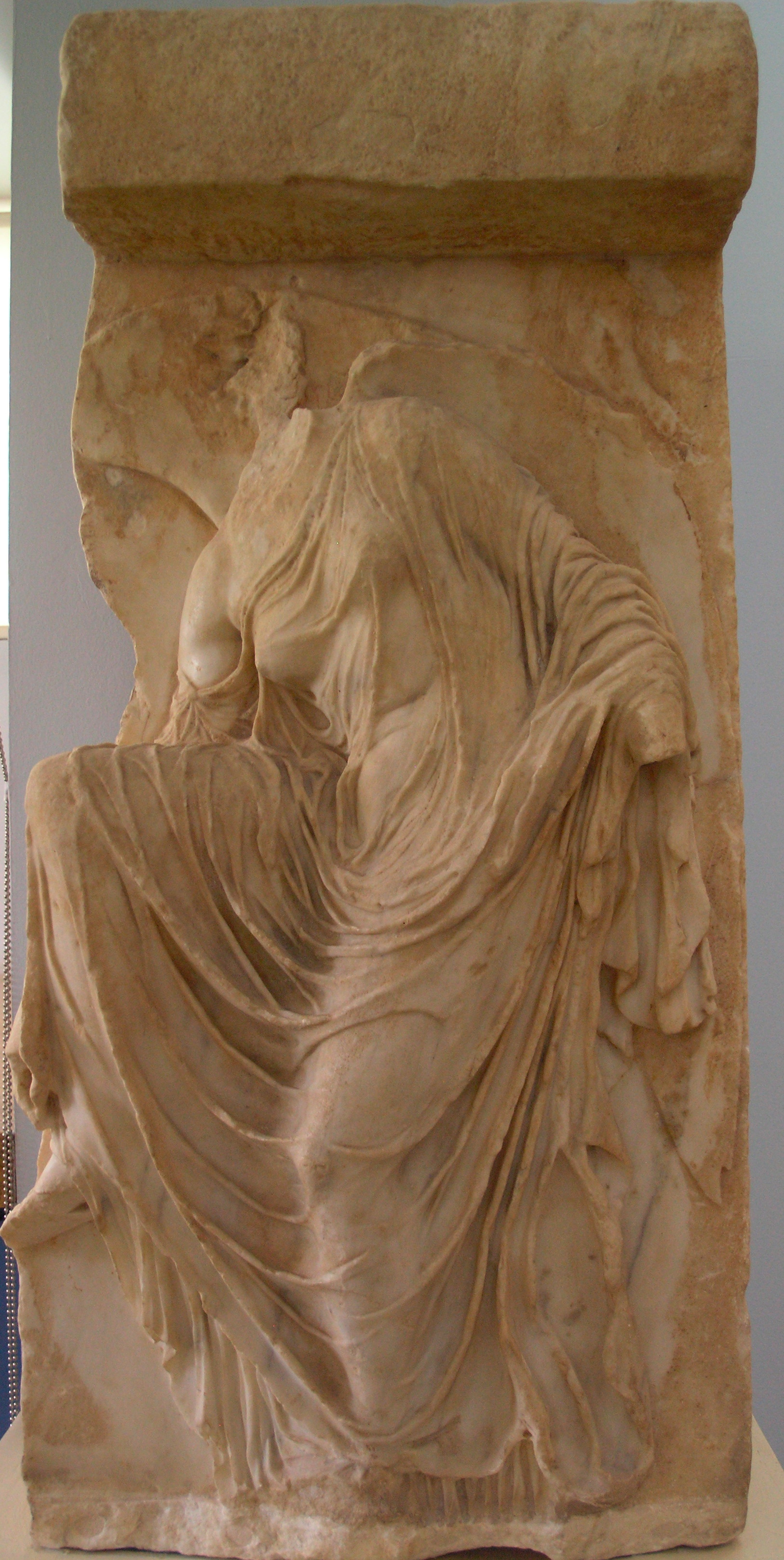
Friso del Templo de Atenea Niké, conservado en el Museo de la Acrópolis
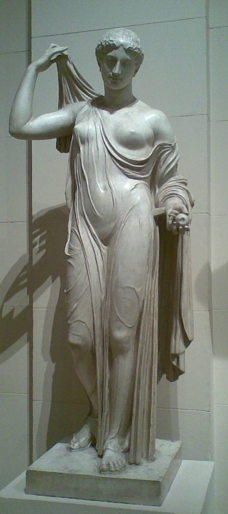
Afrodita de la Manzana, Museo Pushkin
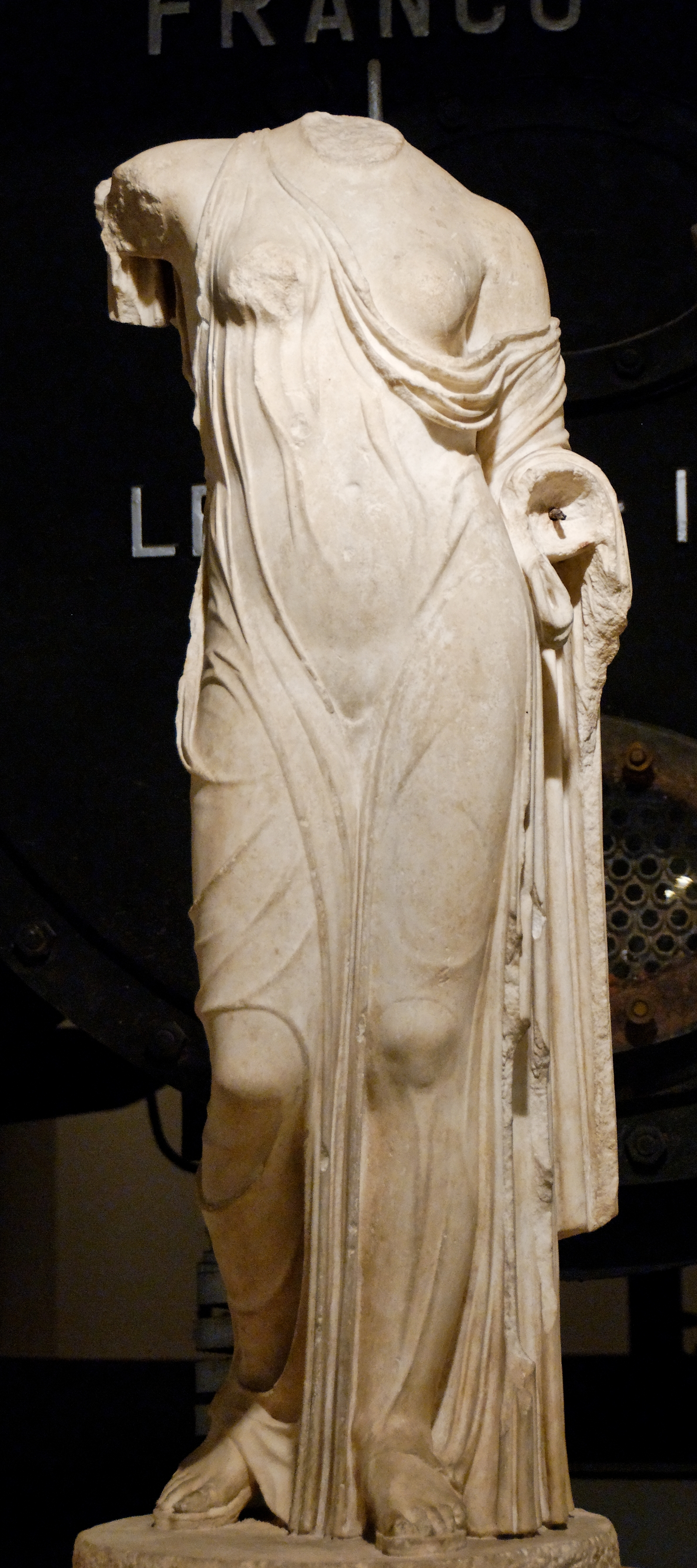
Venus Genetrix, Museos Capitolinos
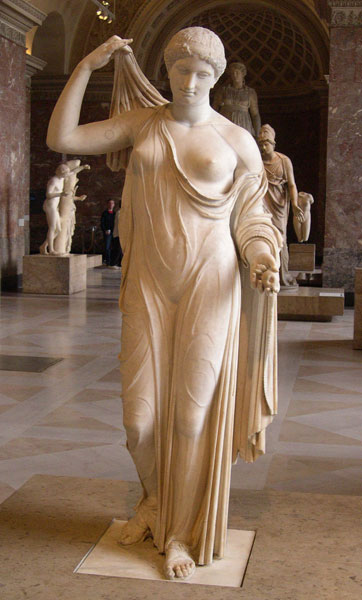
Venus Genetrix (“Afrodita de Fréjus”), Museo del Louvre
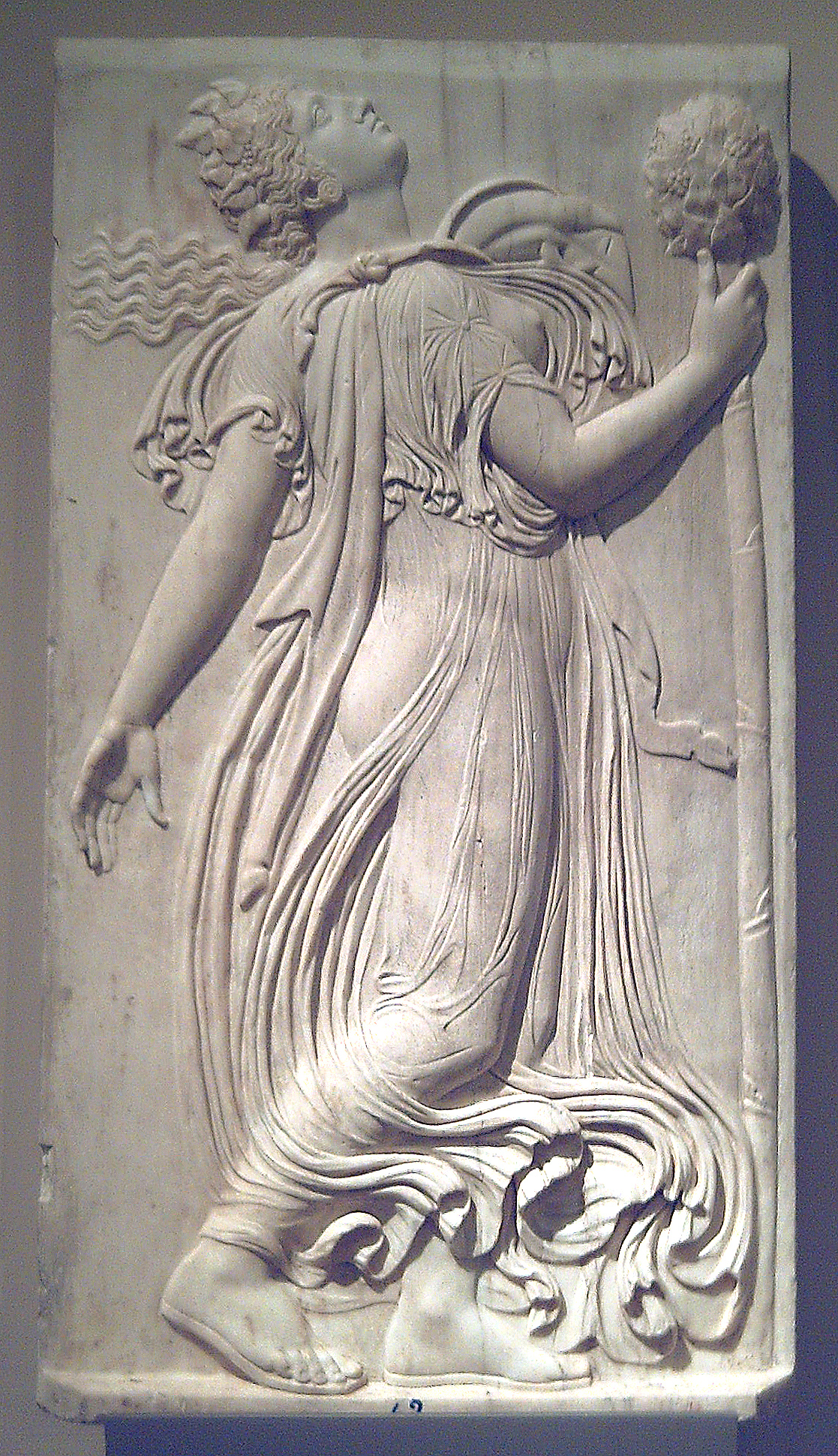
Ménade, copia romana del Museo del Prado
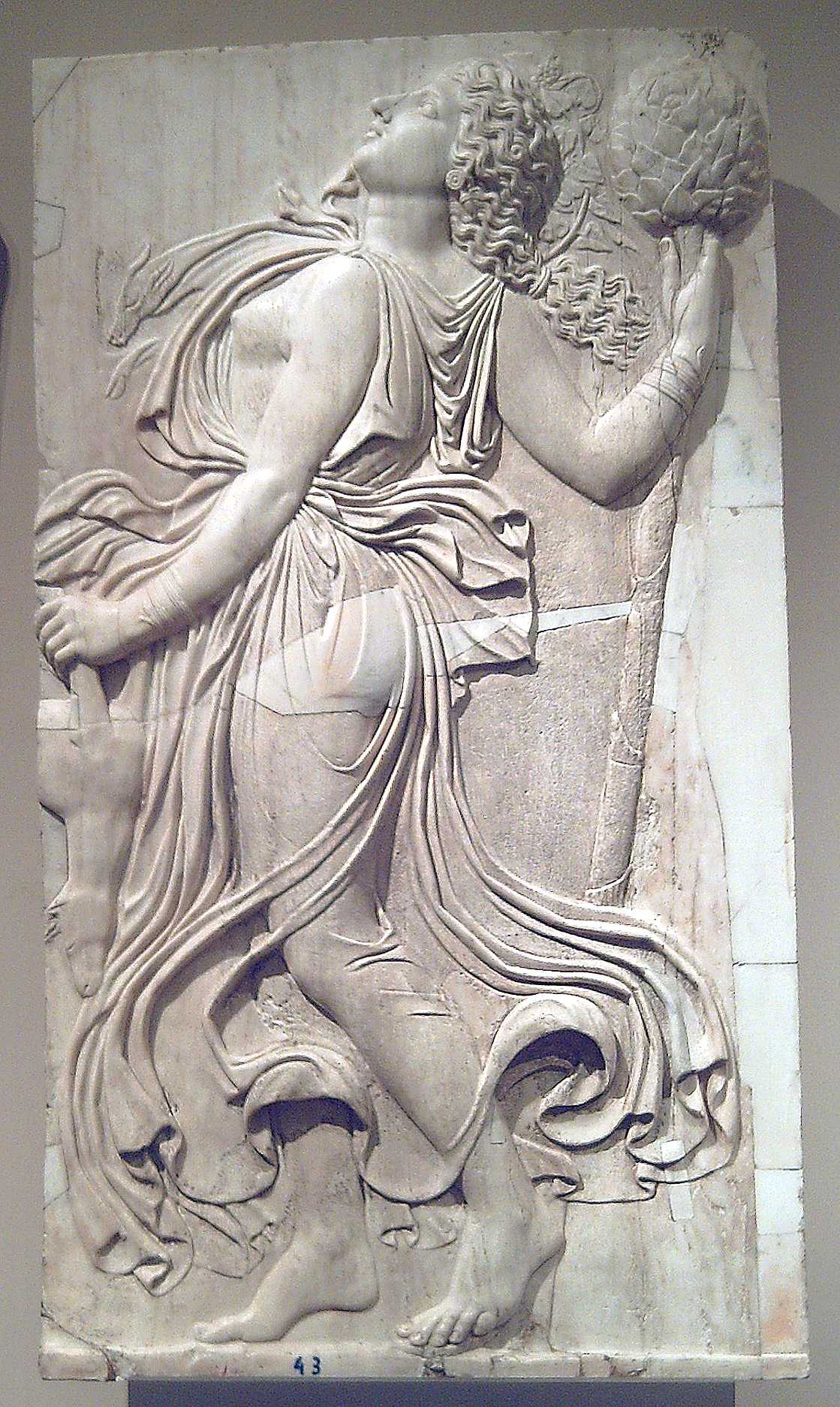
Ménade, copia romana del Museo del Prado
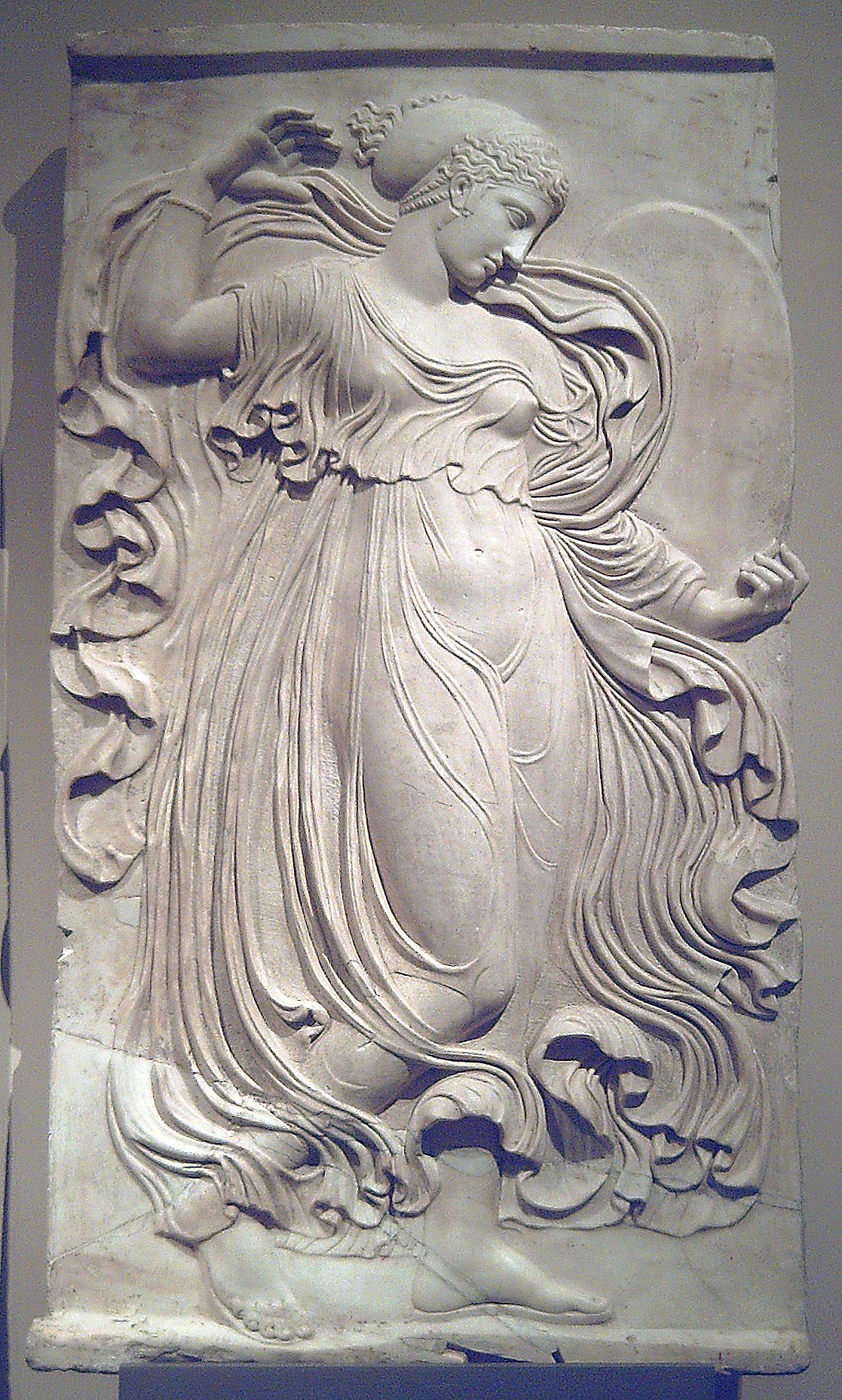
Ménade, copia romana del Museo del Prado
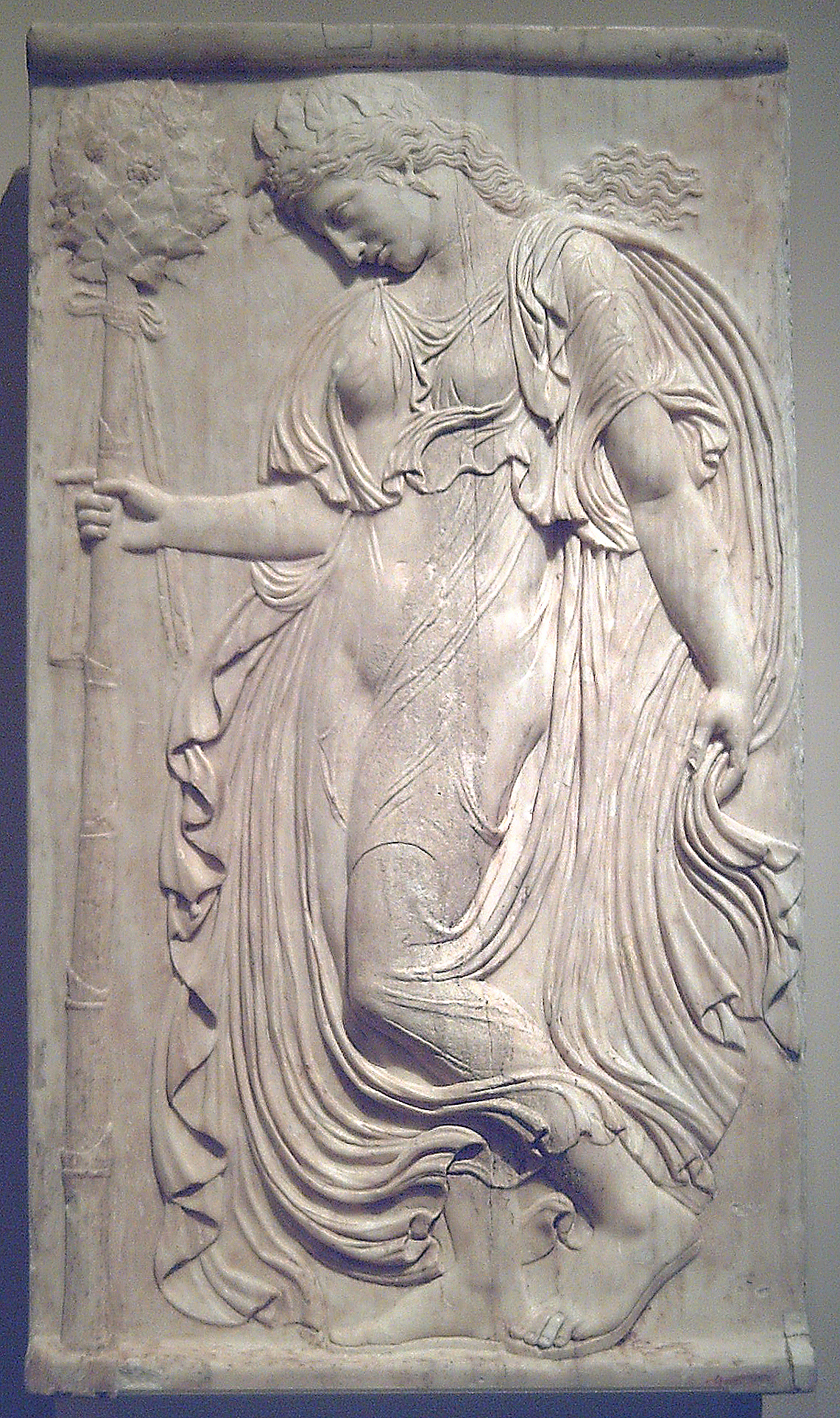
Ménade, copia romana del Museo del Prado
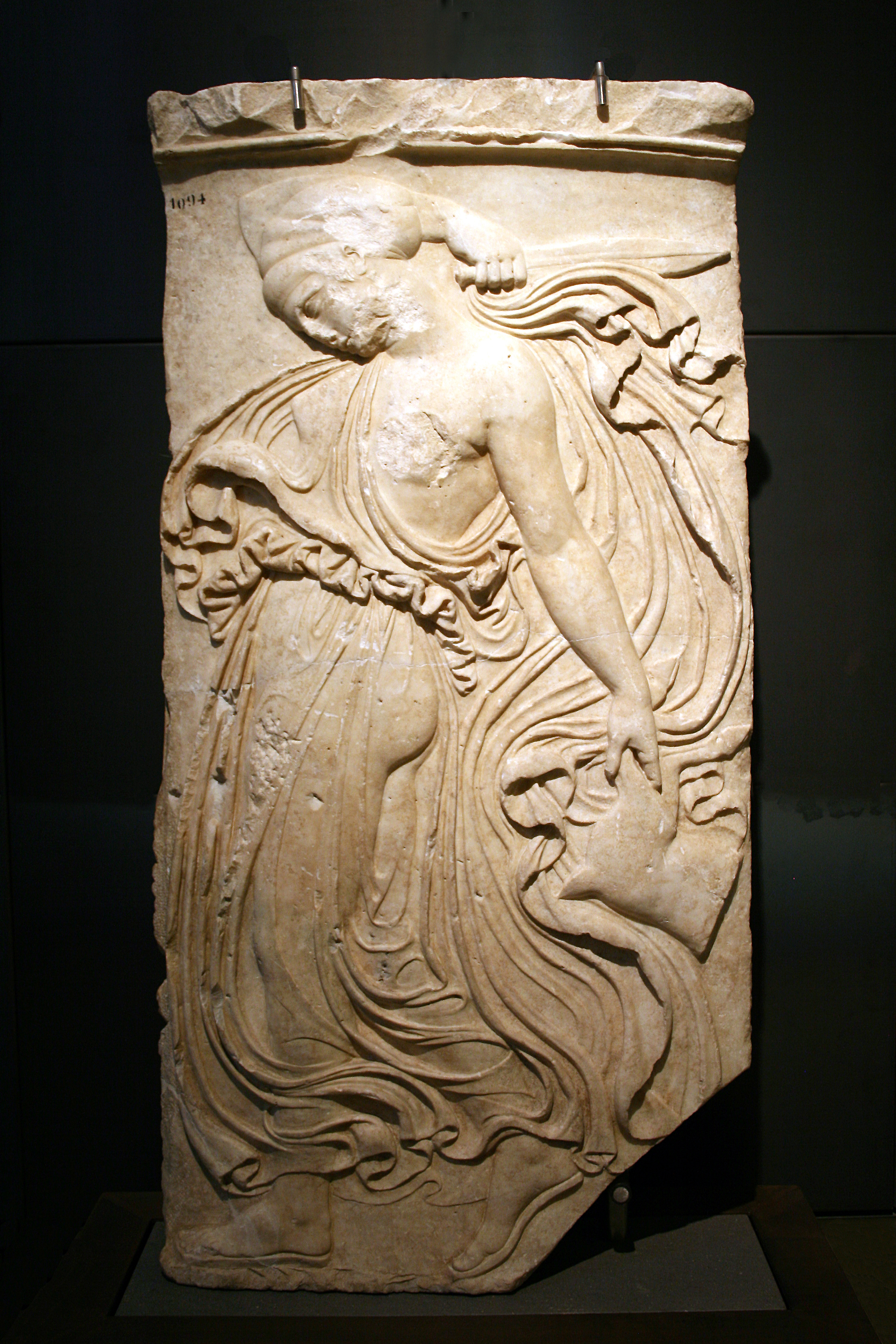
Ménade, copia romana de los Museos Capitolinos